# Nausithoe albatrossi
Nausithoe albatrossi is een schijfkwal uit de familie Nausithoidae. De kwal komt uit het geslacht Nausithoe. Nausithoe albatrossi werd in 1897 voor het eerst wetenschappelijk beschreven door Maas. 